# Portada/efemèride octubre 4
Portada de la Constitució mexicana de 1824.
« 3 d'octubre · 4 d'octubre · 5 d'octubre »